# 電脳ボーイ
『電脳ボーイ』（でんのうボーイ）は、ながいのりあきによる日本のゲーム漫画作品。
『月刊コロコロコミック』（小学館）にて、1990年9月号から1993年2月号まで連載された。『別冊コロコロコミック』（同）にて1990年12月号から	1991年2月号までにも掲載。単行本は同社が全5巻を発売し、後に絶版するが、電子書籍化もされる。

## 概要
『コロコロコミック』誌上では、ゲーム漫画の先駆けとなった『ゲームセンターあらし』（1978年-1983年）、次いで『ファミコンロッキー』（1985年-1987年）と、当時のコンピュータゲームを紹介しつつ主人公達のゲーム対決を描く漫画が掲載された。本作もその流れを踏襲し、主人公の祭場一騎が次々に現れるゲーマー達と毎回対決を繰り広げる内容となっている。
『あらし』『ロッキー』同様の実機のゲーム中ではあり得ない演出等の描写はあるものの、超人的な必殺技や荒唐無稽なストーリー展開は鳴りを潜め、一騎達の日常を舞台に純粋なゲーム内容の紹介に重きを置いた構成になっている。実際の攻略に役立つ内容が盛り込まれることもあった。また、『電脳ボーイ』で取り上げられたゲームソフトがその月の読者懸賞の景品となっている場合が多かった。
採り上げられたゲームはスーパーファミコンのものが主であるが、ファミコンやPCエンジン、ゲームボーイの作品やアーケードゲームを取り扱うこともあり、クレーンゲームで対決を行った回もあった。

## キャラクター
祭場一騎（さいば いっき）
本作の主人公。南町小学校に通う11歳の小学5年生。剣山のごとく逆立てた髪が特徴。同級生と比べて体も小さく、勉強もからきしだがゲームの腕は一流。特にシューティングゲームを得意としている。右腕を大きく振りかざして行う高速のボタン連打が得意技である。実は自宅にスーパーファミコンを持っておらず(西原先生に没収されたり、健人が一騎に誕生日プレゼントとしようとしていたが一騎の対戦相手のプレゼントにしてしまったりして手に入れ損なっている)、ゲームの練習をする際は友人宅やマリオおじさんの店を借りるのが常だった。連打などを行うときに、体を無茶苦茶に回転させるなど、無茶な事をすることが多く、それにより目が回る、パンツが脱げてチンチンが丸見えになってしまうなどの失敗もある
まもる
一騎のクラスメートで親友。ゲームについての知識が広く、一騎にゲームの紹介や操作の説明をするブレイン役である。ゲームの腕はそこまでではないが、一騎ファンの女の子のために猛特訓を積んだこともあった。
上条健人（かみじょう けんと）
公認小学生ゲームチャンピオン。容姿端麗で実家も裕福。ハイスコア争いで一騎に敗れてからは、まもる同様に一騎を見守るようになる。一騎の対決時には解説役も担当。
天童武（てんどう たけし）
健人同様JGA（日本ゲーム協会）会員のゲーマーで、JGA会員5位の実力者。マリオおじさんの店でスーパーファミコンを買えなかった子供達のために無料でプレイできる『スーパーマリオワールド』をなかなかミスしなくて独り占め状態だったことで一騎が勝負を挑み、健人が作ったルールの勝負に敗れて和解。以降はまもるや健人同様に一騎を見守るようになる。マリオワールドの大会決勝の最短クリアを一騎が知らなかった際には観客席から大声で指示を出し、スターロードに導いた。
宇崎宙丸（うざき ちゅうまる）
一騎のクラスメート。腕は一騎と互角。かつてゲーム大会中に、一騎が放り出したコントローラを顔面に受けて痛恨のミスを喫し（宙丸に当たったのは偶然で一騎に悪意はなかったのだが）、彼を恨んだままアメリカに引っ越していた。帰国後のゲーム大会で和解してからはまもるとの3人組で行動を共にすることが多かった。
マリオおじさん
一騎たち行き着けのおもちゃ店「ホビーショップフクオ」の店主。マリオさながらの大きな鼻と濃い口ひげをしており、店に立つ際は営業のためかマリオのコスプレをしている。自宅にゲーム機のない一騎に練習場や対戦会場をよく提供していた。
西原先生（にしはらせんせい）
一騎たちの担任の先生。オンボロアパート「新井荘」で一人暮らしをしている体育会系の男性教師。35歳の独身で、9回もお見合いに失敗している。勉強を妨げるものとしてゲームを当初は頭ごなしに否定していたが、一騎を含め生徒たちからは慕われている。ゲーム好きの女性とのお見合いのためにスーパーファミコンと『スーパーマリオカート』を購入。練習して以来ゲームに理解を持ち、一騎たちとゲームの話題もするようになった。子供時代から釣りが趣味であり、その年の冬のボーナスで『スーパーブラックバス』を購入している。

## 作中で取り上げられたゲーム作品
- G-LOC: AIR BATTLE
- スーパーマリオワールド
- F-ZERO
- グラディウスIII
- ドラえもん 対決ひみつ道具!!
- ウルトラマン
- 高橋名人の冒険島II
- ボンバーマンII
- ファイナルソルジャー
- エリア88
- スーパーウルトラベースボール
- マリオオープンゴルフ
- 超魔界村
- スーパーフォーメーションサッカー
- 高橋名人の大冒険島
- ヨッシーのたまご
- スーパーファイヤープロレスリング
- スターパロジャー
- UFOキャッチャー
- ストリートファイターII
- バルセロナ'92
- スーパーマリオカート
- ボンバーマン'93
- 大相撲魂
- スーパーブラックバス
- 餓狼伝説